# Giorgi Beridze
Giorgi Beridze (gruzínsky გიორგი ბერიძე; * 12. května 1997, Mestia, Gruzie) je gruzínský fotbalový útočník a reprezentant.

## Klubová kariéra
- FC Zestafoni (mládež)
- FC Zestafoni 2013–2015
- →  FC Dila Gori (hostování) 2013–2015
- KAA Gent (mládež)
- KAA Gent 2015–
- →  AS Trenčín (hostování) 2017–

Beridze je odchovancem gruzínského klubu FC Zestafoni. V letech 2013–2015 hostoval v jiném gruzínském týmu FC Dila Gori. V roce 2015 jej zaregistrovali skauti belgického klubu KAA Gent, kde nastupoval za rezervní tým.

V lednu 2017 odešel na hostování do slovenského mužstva AS Trenčín, jenž s KAA Gent spolupracuje. Stal se prvním Gruzíncem v dresu Trenčína.

## Reprezentační kariéra
Nastupoval v gruzínské fotbalové reprezentaci do 17 let. V současnosti je gruzínským reprezentantem do 21 let.